# Cyrus IMAP server
Cyrus IMAP server（サイラス・アイマップ・サーバまたはキュロス・アイマップ・サーバ）は、カーネギーメロン大学(CMU)で開発されたIMAPに準拠したオープンソースの電子メールおよびネットニュースサーバ・プログラム群である。
もともとCMUの学内用メッセージングシステムとして開発された独自規格のAndrew Messaging System(AMS)をベースに、標準規格への対応・大規模システムでの運用を想定した実装を行うため、1994年にCyrus Projectとしてスタートした。現在ではIMAP、IMAPS、POP3、POP3S、NNTP、TLSなどに対応しており、外部データベースを利用した認証やアクセス制御リスト(ACL)、メールボックス記憶域のクォータ、クラスタ構成をサポートするなど大規模運用を意識した拡張を積極的に採り入れている。
また、SASL認証フレームワークの事実上の標準実装であり、同じCyrus Projectにより開発・保守されているCyrus SASLライブラリと親和性が高いのも特徴の一つである。
Mac OS X v10.5までのMac OS X Server で標準採用されていた（Mac OS X v10.6よりDovecotに変更された）。